# Microstructure (matériaux)
Pour les articles homonymes, voir Microstructure.

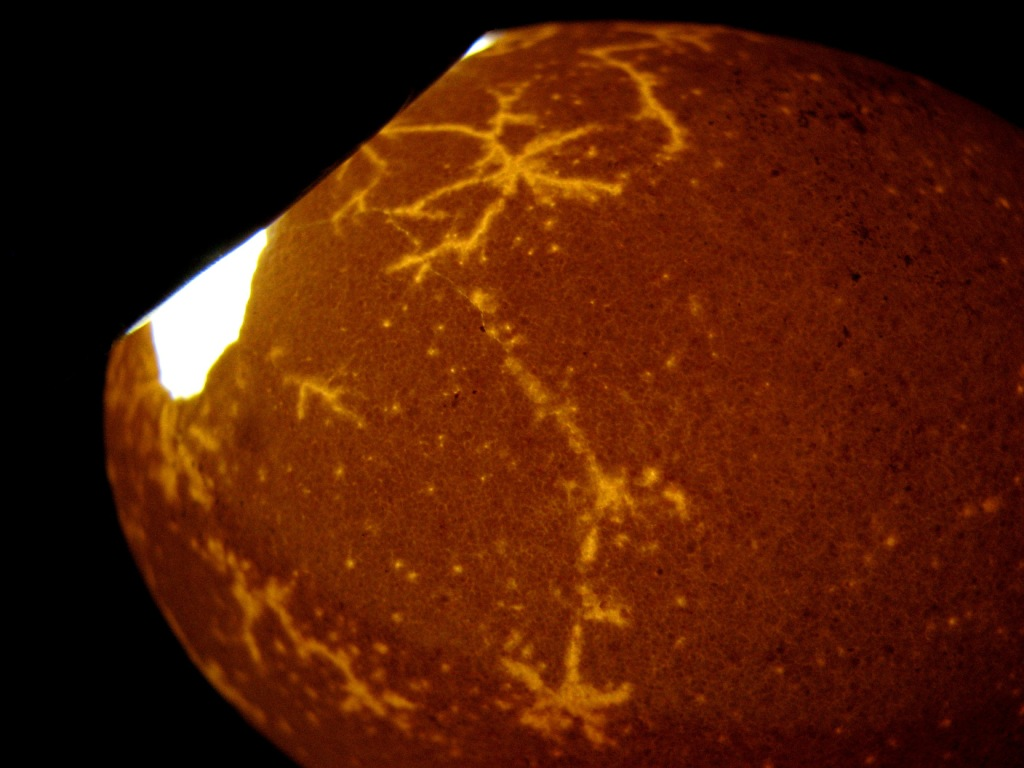
Microstructure d'origine organique : celle d'un œuf, mise en évidence par une source lumineuse.

Le concept de microstructure peut se définir indépendamment des matériaux considérés (métaux, céramiques ou matières plastiques). Schatt et Worch la définissent ainsi : « Le concept de microstructure désigne la conformation d'ensemble d'une particule de matière, dont l'orientation est, en première approximation, homogène, au regard de sa composition et de l'arrangement de ses composants […]. La microstructure se caractérise par la forme, la taille, les proportions et la texture des phases. »
Les zones de la microstructure, appelées cristallites (grains, charges ou zones amorphes) sont généralement de taille microscopique et peuvent être caractérisées, aussi bien qualitativement que quantitativement, au microscope optique. Cette discipline recouvre différents domaines : métallographie pour les métaux, céramographie pour les céramiques et plastographie pour les polymères.
Les matériaux monocristallins et amorphes ne présentent aucune microstructure visible au microscope optique.

## Microstructure des métaux et alliages
Pour les solides métalliques et des alliages, on distingue la microstructure primaire et la microstructure secondaire, bien que, dans le langage courant, ce terme renvoie le plus souvent à la microstructure secondaire.

### Microstructure primaire

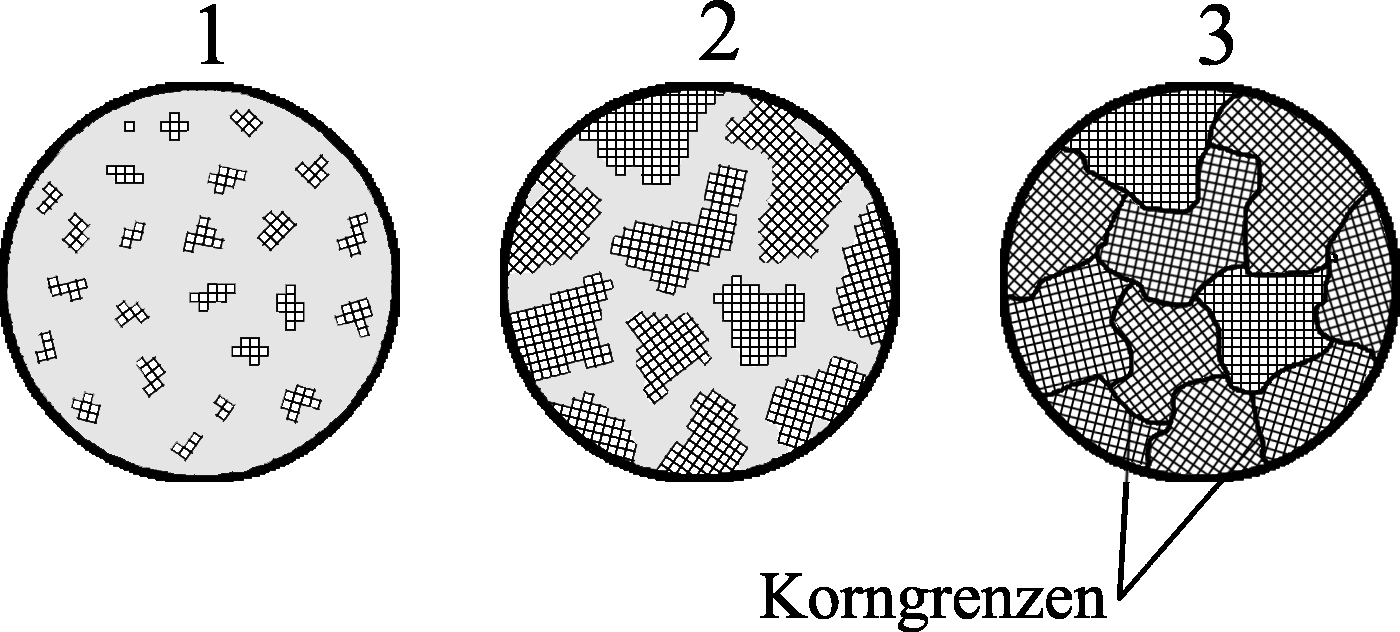
Schéma simplifié d'une solidification non-dendritique :
(1) formation de sites de cristallisation, (2) croissance épitactique des cristaux, (3) microstructure finale.

La microstructure primaire se forme lors du refroidissement d'une substance cristalline en fusion : un exemple spectaculaire en est donné par les figures de Widmanstätten, qui apparaissent sur le fer météorique. À la température de solidification, il se forme des cristaux autour de sites internes distribués aléatoirement dans le mélange pâteux. Ces cristaux croissent tout au long du refroidissement jusqu'à ce que leurs périphéries parviennent au contact. Selon qu'il s'agit du refroidissement d'une substance monophasique ou polyphasique, la cristallisation peut s'accompagner le long des dendrites de phénomènes de ségrégation. Les ségrégations viennent de la différence de température de solidification et de solubilité des différentes substances.
Les cristaux isolés, selon les circonstances de la solidification et leur position dans la substance en fusion, présentent des orientations aléatoires et se gênent mutuellement dans leur croissance.
La métallographie permet de visualiser les hétérogénéités du matériau. Dans les alliages de coulée, elle met aussi en évidence la structure dendritique.

### Microstructure secondaire
Dans de nombreux cas, la solidification des fontes s'accompagne, par suite de l'hétérogénéité de refroidissement, de contraintes résiduelles, phénomène dit d'auto-recuit. Le recuit, comme tout traitement thermique, provoque des phénomènes de polymorphisme, de durcissement structural et de recristallisation, qui sont à l'origine de la microstructure secondaire. Ce sont là toujours des réactions en phase solide.

## Visualiser une microstructure

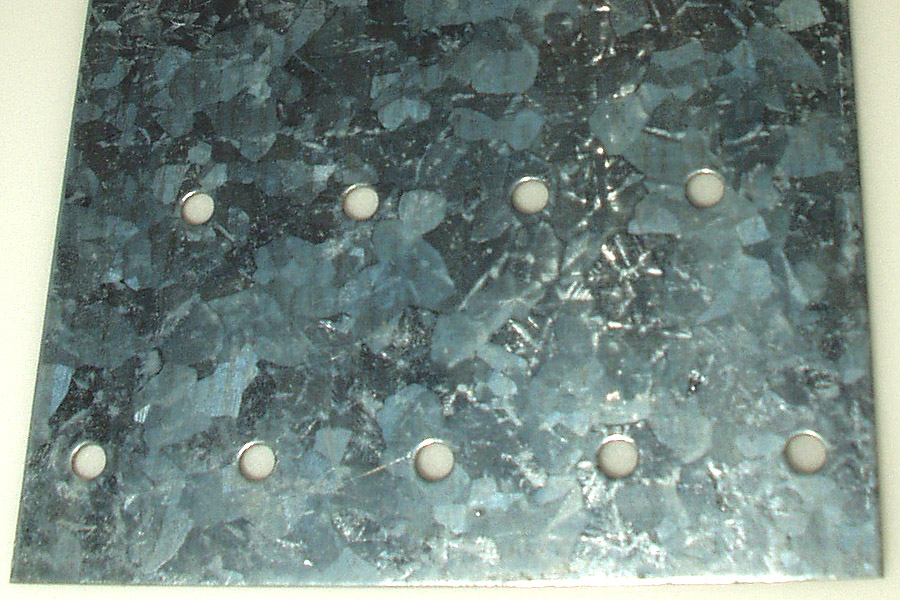
Aspect visuel d'une tôle galvanisée.

La microstructure est visible dans la (macro-)structure de nombreux matériaux d'usage courant : par exemple, l'acier galvanisé des lampadaires ou des glissières d'autoroute présente à l’œil nu un canevas bigarré de polygones (gris à argentés) entremêlés. Chaque facette polygonale est une cristallite de zinc piégée à la surface de l'acier. Les atomes de chaque cristallite affectent l'un des sept arrangements tridimensionnels possibles (cubique, tétraédrique, hexagonal, monoclinique, triclinique, rhomboédrique ou orthorhombique), mais l'orientation de ces édifices varie d'une cristallite à la cristallite adjacente, d'où le contraste lumineux d'une facette à l'autre sur une surface galvanisée. La taille moyenne de grain peut être contrôlée par traitement mécanique ou thermique, et par la composition chimique : d'ailleurs la plupart des alliages comportent de minuscules cristallites, invisibles, elles, à l’œil nu, qui contribuent à augmenter la dureté du materiau (cf. effet Hall-Petch).
Une expérience simple permet de visualiser une microstructure : faire fondre de la soudure (alliage plomb-zinc à 35 % de zinc) avec une lampe à alcool ou un bec Bunsen dans une coupelle en acier. L'apport de colophane permet d'éviter l'oxydation de la surface (les scories sont repoussées dans la masse). Faire refroidir lentement : la cristallisation et la formation de la microstructure sont visibles à l’œil nu.

## Classification

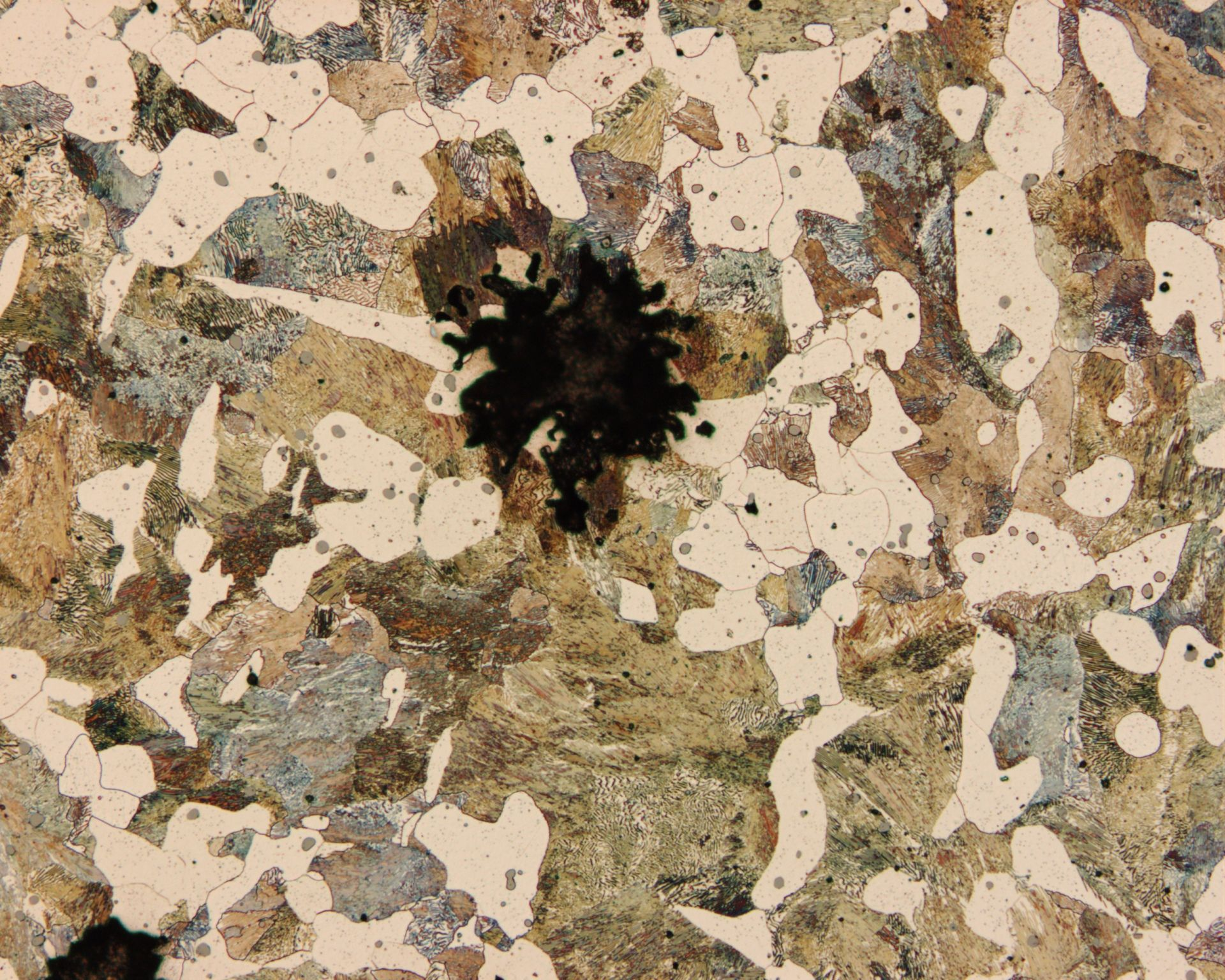
Microstructure d'une fonte blanche (grossissement 100:1)

Les microstructures d'échantillons de métaux font l'objet de la métallographie qui consiste à analyser les photos prises au microscope optique. La distribution des tailles de cristallites, de leur forme et de leur arrangement aux joints de grain, et la détection des impuretés permettent d'en déduire l'essentiel des auto-contraintes et des propriétés mécaniques du métal.
Réciproquement, les traitements thermiques permettent d'orienter assez précisément la microstructure des métaux (et les propriétés physiques qui en résultent) : c'est ainsi que les aciers austénitiques chrome-nickel présentent une taille de grain élevée qui leur confère une texture allongée et une dureté prononcées.
Dans les sinistres, les microstructures sont systématiquement photographiées, surtout au niveau des zones de fissuration.

### Caractérisation quantitative de la microstructure
La caractérisation quantitative de la microstructure recouvre à la fois les données morphologiques et mécaniques.
La voie moderne d'analyse de la morphologie est le traitement d'images : elle permet de quantifier les fractions volumiques des différentes phases,, la morphologie des inclusions, enfin l'orientation des cristallites et des vides.
La caractérisation mécanique à l'échelle du micromètre exploite le plus souvent l'essai de nanoindentation ; les essais mécaniques usuels : essai de traction simple ou la spectrométrie mécanique dynamique (AMD), ne fournissent en effet que des propriétés macroscopiques.
Réciproquement, l'identification des phases par analyse d'image permet, en attribuant aux cristallites de différentes phases des distributions statistiques de dureté, de simuler les propriétés mécaniques de la microstructure,,.

### Sélection de schémas de microstructures
Voici une sélection de schémas de microstructures :
Cas général

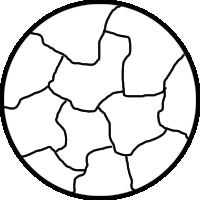
Substance pure, alliage avec ségrégation
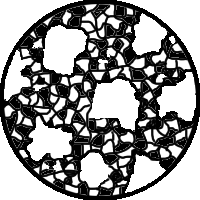
Alliage eutectoïde avec cristaux de primaire A
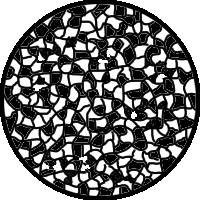
Eutectique
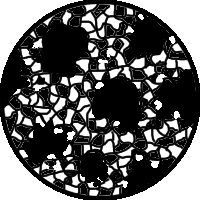
Alliage eutectoïde avec cristaux de primaire B

Aciers

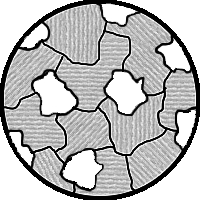
Ferrite-perlite
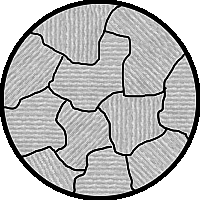
Perlite
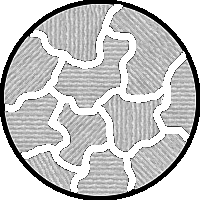
Perlite-cémentite secondaire

## Source
- (de) Cet article est partiellement ou en totalité issu de l’article de Wikipédia en allemand intitulé « Gefüge (Werkstoffkunde) » (voir la liste des auteurs).